# Fiat 750 Abarth
 (juin 2020).
Si vous disposez d'ouvrages ou d'articles de référence ou si vous connaissez des sites web de qualité traitant du thème abordé ici, merci de compléter l'article en donnant les références utiles à sa vérifiabilité et en les liant à la section « Notes et références ».
 (juin 2020).
La Fiat Abarth 750 était, à l'origine, une transformation de la Fiat 600. Créée en mars 1955, à l'aide d'un kit spécifique commercialisé par Abarth, une marque spécialisée dans les pots d'échappement et qui préparait des voitures de course.

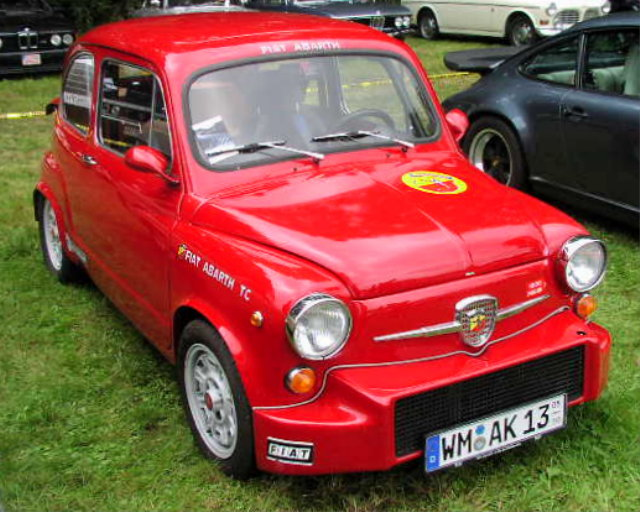
Fiat 850TC Abarth

La première étape de la transformation de la Fiat 600 sera la 750 Abarth. Pour porter la cylindrée à 747 cm3, elle joue à la fois sur l'alésage et la course qui passeront de 60 x 56 mm à 61 x 64 mm. Avec un taux de compression augmenté à 9.8:1 et l'adoption d'un carburateur Weber 32IMPE, la puissance est portée à 43 ch pour 5800 tr/min,.

La carrosserie Fiat d'origine reste inchangée à la seule exception du logo Abarth qui prend la place du logo Fiat. L'intérieur se voit parer d'un compte-tours au tableau de bord et d'un scorpion trônant sur le bouton du klaxon au centre du volant.
Premier modèle de grande diffusion à être amélioré, la 750 Abarth connaît un vif succès auprès des jeunes amateurs peu fortunés désireux d'obtenir une voiture sportive et agile à un prix abordable. Elle fera des envieux parmi les couches bourgeoises soucieuses de se distinguer de la masse. Au début des années 1960, apparaît une version plus affûtée appelée MM, dont la puissance atteint 47 ch.

## Kits de Transformation
Il existait plusieurs kits de transformation :
- Le premier, le plus économique (52 000 lires), se limitait à l'adaptation de l'aspiration et du tuyau d'échappement.
- Le second, plus complet et plus cher (250 000 lires), comprenait de nombreuses pièces mécaniques, une trousse d'outillage et une notice détaillée pour réaliser les modifications soi-même ou via un mécanicien.

## Options de Performances
Selon le kit choisi, il était possible d'obtenir un taux de compression élevé. Le kit le plus poussé concernait la version Mille Miglia, destinée à la compétition et déconseillée pour une utilisation régulière sur route, nécessitant un type d'essence avec un indice d'octane particulier.
Les kits les plus élaborés incluaient la calandre complète Abarth, des bossages, des prises d'air complémentaires, des adhésifs Abarth et l'huile moteur nécessaire pour les moteurs poussés.

## Options Supplémentaires
En option, il était possible d'obtenir pour 390 000 lires une boîte de vitesses complète 121 Abarth à 5 rapports, spécifique pour les versions les plus complètes, avec un carter plat permettant aussi d'abaisser la voiture. Une autre option concernait les freins à disque.

## Témoignage de Carlo Abarth
Carlo Abarth commenta lors de la présentation de ses premiers kits, qu'il allait mettre en vente chez les revendeurs Fiat : « Récemment, un monsieur âgé, brillant mécanicien et préparateur de voitures de compétition d'une grande marque étrangère, m'a rendu visite. Il ne nous connaissait pas et n'avait jamais vu nos produits. Après avoir minutieusement visité nos ateliers, il me demanda si tout ce qu'il avait vu était en vente. Quand je lui ai répondu affirmativement, il s'exclama : "Si c'est vrai, pourquoi devrais-je continuer à faire travailler mes équipes pour modifier et équilibrer les bielles, polir les arbres à cames, calibrer les ressorts, usiner les culasses, peser les pistons, et moi devenir fou pour contrôler chaque pièce alors que je pourrais acheter chez vous tout cela déjà prêt à monter ?" J'avoue m'être senti un peu orgueilleux. En un instant, ce visiteur avait parfaitement compris le but de mon engagement : offrir aux mécaniciens amateurs et professionnels des unités mécaniques prêtes à être montées sans aucune autre modification de la Fiat 600. »

## Succès et Reconnaissance
Une Fiat 750 Abarth, carrossée par Berthon, fit passer Abarth du statut de simple préparateur en kit à celui de préparateur professionnel respecté. En 1956, cette voiture battit une série impressionnante de records d'endurance et de vitesse. Le 18 juin 1956, sur la piste de Monza, devant une forte présence de journalistes et de représentants de constructeurs étrangers, elle établit les records suivants :
- Record d'endurance sur 24 heures avec 3 743 km parcourus à une moyenne de 155 km/h.
- Du 27 au 29 juin, la même voiture, sur le même circuit de Monza, battit les records des 5 000 et des 10 000 km, des 5 000 miles ainsi que les records sur 48 et 72 heures.

Le succès fut largement médiatisé. Abarth devint rapidement célèbre. De nombreux constructeurs lui demandèrent de revoir leurs mécaniques pour les fiabiliser et les rendre plus performantes, notamment les marques du groupe Fiat : Fiat Auto, Autobianchi, Simca, plus tard Lancia.

## Accord Stratégique avec Fiat
Abarth passa un accord industriel stratégique avec Fiat Auto pour réaliser ses transformations directement sur des modèles incomplets. Fiat livra désormais à l'atelier Abarth des voitures dépourvues des éléments constituant la base de la transformation : vilebrequin, carburateurs, freins, échappement, etc.

## Evolution des Modèles
En 1961, le lancement de la 850 TC apporta une augmentation de la cylindrée à 847 cm³ (62,5 x 69 mm) et une puissance accrue de 10 ch pour atteindre 52 ch. La voiture dépassa désormais les 140 km/h, plusieurs rapports de pont furent disponibles, et une boîte de vitesses à cinq rapports fut proposée. La 850 TC donna naissance à plusieurs versions plus puissantes :
- La 850 TC Nürburgring avec une suspension surbaissée et 55 ch pour une vitesse maximale de 150 km/h.
- La 850 TC Nürburgring Corsa de 64 ch à 7 000 tr/min et 165 km/h.

## Modèle 1000 Berlina
La 850 TC évolua en 1000 Berlina, dévoilée au Salon de l'Automobile de Turin en 1962. Moins pointue que la 850 TC Nürburgring, la 1000 Berlina était destinée à une utilisation moins exclusive. Son moteur de 982 cm³ développait 60 ch, la propulsant à 155 km/h. En 1965, Carlo Abarth lança une version destinée à la compétition, la 1000 Berlina Corsa, avec un moteur de 70 ch pour une vitesse de 170 km/h, puis 78 ch obtenus à 7 800 tr/min.

## Performance sur les Circuits
Les modèles 850 et 1000 s'illustrèrent sur les circuits européens et remportèrent de nombreuses compétitions en catégorie tourisme. En 1966, naquirent deux nouveaux modèles extrêmement performants : la 850 TC Corsa (70 ch à 8 000 tr/min et 175 km/h) et la 1000 Berlina Corsa (80 ch et 185 km/h). Ces véritables machines de course, reconnaissables à leur appendice avant, devinrent les terreurs des circuits. Trois ans plus tard, leur puissance fut encore accrue, atteignant 76 ch pour la 850 TC Corsa et 85 ch pour la 1000 Berlina Corsa.

## TCR 1000
L'année suivante, la gamme fut complétée avec la TCR 1000 ou 1000 Berlina Corsa Radiale, une bête de compétition homologuée en Groupe 5, développant 100 ch à 8 000 tr/min - soit 100 ch au litre. La voiture, pesant moins de 600 kg, toucha le cap des 200 km/h grâce à une culasse spéciale à chambre de combustion polysphérique avec soupapes en V et deux carburateurs de 40. Elle remporta en 1967 la première place de la classe des moins d'un litre dans le Challenge Européen des voitures de tourisme.

## Point d'Orgue
Pour la dernière année de production de la Fiat 600 en 1969, la culasse radiale équipa le moteur de la 850 TC Corsa Radiale, également baptisée Radiale, avec 93 ch et une vitesse de 190 km/h.

## Carrozzeria Viotti
Quelques exemplaires sont habillés d'une carrosserie spéciale de la Carrozzeria Viotti, le carrossier de Turin. Ils sont dotés d'un moteur porté à 747 cm3 et peuvent atteindre une vitesse maximale de 135 km/h.